# Station Klimontów
Station Klimontów is een spoorwegstation in de Poolse plaats Klimontów.